# Triumph Speed 400
Die Triumph Speed 400 ist ein Naked Bike des Motorradherstellers Triumph Motorcycles und seit Januar 2024 verfügbar. Es hat den gleichen Motor wie das Modell Scrambler 400 X.

## Antrieb
Der von Triumph eigenständig entwickelte flüssigkeitsgekühlte Einzylinder-DOHC-Motor mit 4 Ventilen leistet 40 PS (29,4 kW) bei 8000/min. Das maximale Drehmoment von 37,5 Nm liegt bei 6500/min an. Der Tank hat ein Volumen von 13 Litern.

## Rahmen und Fahrwerk
Die Speed 400 hat einen Radstand von 1377 mm, eine Sitzhöhe von 790 mm, ist ohne Spiegel 1084 mm hoch und weist eine Lenkerbreite von 814 mm auf. Das fahrfertige Gewicht liegt bei 170 kg.
Das 17-Zoll-Vorderrad mit einer 110-70-Bereifung wird an einer Upside-down-Telegabel mit 140 mm Federweg geführt. Das Hinterrad mit der Reifendimension von 150/60-17 ist an einer Zweiarmschwinge aus Aluminium mit 130 mm Federweg gelagert. Alle Federelemente stammen wie bei der Scrambler 400 X vom indischen Zulieferer Endurance.
Die vordere Bremsanlage besteht aus einer 300-mm-Bremsscheibe mit 4-Kolben-Festsattel mit ABS. Bei der Hinterradbremse kommt ein Schwimmsattel mit einer 230-mm-Bremsscheibe zum Einsatz, ebenfalls mit ABS. Die Bremskomponenten stammen von Bybre, der indischen Tochterfirma von Brembo.

## Sonstiges
Die komplette Beleuchtungsanlage besteht serienmäßig aus LED-Technik. Ein USB-C-Anschluss gehört ebenfalls zur Serienausstattung. Triumph gewährt auch bei der zur 400-Kubik-Einstiegsserie gehörenden Speed 400 – wie bei den höherpreisigen Triumph-Motorrädern – eine kostenlose Werksgarantie von 4 Jahren. Das Serviceintervall liegt bei 16.000 km oder 12 Monaten (je nachdem, was zuerst eintritt).

## Verfügbarkeit und Markteinführung
Eine Marktverfügbarkeit gibt Triumph mit Januar 2024 in den Farbvarianten „Carnival Red / Storm Grey“, „Caspian Blue / Storm Grey“ und „Phantom Black  / Storm Grey“ an.